# Казахстан (Енбекшиказахский район)
Казахстан (каз. Қазақстан) — село в Енбекшиказахском районе Алматинской области Казахстана. Административный центр Казахстанского сельского округа. Код КАТО — 194051100.
В селе родился Герой Советского Союза Джунуспей Каипов.

## Население
В 1999 году население села составляло 2287 человек (1118 мужчин и 1169 женщин). По данным переписи 2009 года, в селе проживало 3050 человек (1507 мужчин и 1543 женщины).